# Давбери
Давбери (груз. დავბერი) — село в Грузии, на территории Местийского муниципалитета края (мхаре) Самегрело-Верхняя Сванетия.

## География
Село находится в северо-западной части Грузии, на правом берегу реки Ингури, на расстоянии приблизительно 20 километров (по прямой) к юго-востоку от посёлка городского типа Местиа, административного центра муниципалитета. Абсолютная высота — 1827 метров над уровнем моря.

## Население
По результатам официальной переписи населения 2014 года в Давбери проживало 12 человек (9 мужчин и 3 женщины). В национальной структуре населения грузины составляли 100 %.
| Год  | Население, человек |
| ---- | ------------------ |
| 2002 | 44                 |
| 2014 | ↘ 12               |